# マリサ・ミラー
マリサ・ミラー （Marisa Miller、1978年8月6日 - ）は、アメリカ合衆国出身の女性ファッションモデル。現在、スポーツ・イラストレイテッド誌に多く登場。ヴィクトリアズ・シークレットの“エンジェル”の1人でもある。本名は“マリサ・バーテッタ”（Marisa Bertetta）。ミラー姓は前夫の姓。現夫は、ハリウッドのプロデューサー、グリフィン・ゲス。
アマチュアのモデル活動を経て、2001年に写真家マリオ・テスティーノの撮影を受けたことをきっかけにスポーツ・イラストレイテッド誌に登場。コスモポリタン誌やグラムール誌、GQ誌など各誌に登場したほか、ノードストロム、J・クルー、トミーヒルフィガーの広告に登場した。
2013年、映画ゴースト・エージェント/R.I.P.D.に、ジェフ・ブリッジスの現世でのアバター役として出演した。
現在、アメリカがん協会のアンバサダーを務め、40歳以下の女性に乳癌に対する注意を喚起する活動を行っている。